# Loxogramme minor
Loxogramme minor là một loài thực vật có mạch trong họ Polypodiaceae. Loài này được (Baker ex Makino) Makino miêu tả khoa học đầu tiên năm 1905.